# Katalepsy
Katalepsy är ett ryskt brutal death metal-band. Bandets texter handlar om bland annat filosofi, myter och apokalyptiska framtidsvisioner.

## Diskografi
Studioalbum
- 2013 – Autopsychosis
- 2016 – Gravenous Hour
- 2020 – Terra Mortuus Est

EP
- 2007 – Musick Brings Injuries
- 2008 – Triumph of Evilution